# Sonta
Sonta (cyr. Сонта) – wieś w Serbii, w Wojwodinie, w okręgu zachodniobackim, w gminie Apatin. W 2011 roku liczyła 4441 mieszkańców.